# Krystyna Kuperberg
Krystyna M. Kuperberg (tên khai sinh là Krystyna M. Trybulec, ngày 17 tháng 7 năm 1944) là nhà toán học người Mỹ gốc Ba Lan, hiện là giáo sư toán học tại Đại học Auburn.

## Gia đình
Cha mẹ bà tên là Jan W. và Barbara H. Trybulec, đều là dược sĩ bán thuốc tại hiệu thuốc ở Tarnów. Anh trai là Andrzej Trybulec. Chồng bà là Włodzimierz Kuperberg và con trai là Greg Kuperberg cũng là nhà toán học, còn con gái là Anna Kuperberg là nhiếp ảnh gia.

## Học vấn và sự nghiệp
Sau khi học trung học ở Gdańsk, năm 1962 bà theo học ngành toán tại Đại học Warszawa. Bà học về mảng tô pô do Karol Borsuk đứng lớp và nềm đam mê tô pô học nảy sinh từ đó.
Sau khi tốt nghiệp, Kuperberg bắt đầu nghiên cứu sau đại học tại Warszawa ở Borsuk, nhưng dừng việc học lại sau khi lấy bằng thạc sĩ. Cô rời Ba Lan vào năm 1969 cùng gia đình mình đến sống ở Thụy Điển, sau đó chuyển đến Hoa Kỳ vào năm 1972. Bà sau đó tiếp tục học lên cao hơn và nhận bằng Tiến sĩ vào năm 1974 tại Đại học Rice. Cũng trong năm 1974 này, cô và chồng đều được bổ nhiệm vào giảng viên của Đại học Auburn.

## Đóng góp
Năm 1987, bà giải thành công bài toán của Bronisław Knaster liên quan đến tính đồng nhất của lý thuyết continuum. Trong thập niên 1980, bà bắt đầu quan tâm đến các điểm cố định và các khía cạnh tôpô của hệ thống động lực. Năm 1989 Kuperberg và Coke Reed đã giải thành công bài toán của Stan Ulam đặt ra trong Sách Scotland.

## Vinh danh
Năm 1995 Kuperberg nhận Giải Alfred Jurzykowski từ Quỹ Kościuszko. Năm 2012, bà trở thành thành viên chính thức của Hiệp hội Toán học Hoa Kỳ.

## Một số bài báo khoa học
- Kuperberg, Krystyna (1994). "A smooth counterexample to the Seifert conjecture". Annals of Mathematics. (2). 140 (3): 723–732. doi:10.2307/2118623. JSTOR 2118623. MR 1307902.
- Kuperberg, Greg; Kuperberg, Krystyna (1996). "Generalized counterexamples to the Seifert conjecture". Annals of Mathematics. (2). 143 (3): 547–576. arXiv:math/9802040. doi:10.2307/2118536. JSTOR 2118536. MR 1394969. S2CID 16309410.